# F1 2018
F1 2018 ist ein Rennspiel, das von Codemasters entwickelt wurde. Es ist das zehnte Spiel der Serie und der Nachfolger von F1 2017. Das Spiel wurde am 24. August 2018 für PlayStation 4, Xbox One und Windows veröffentlicht. Das Spiel basiert auf der Formel-1-Saison 2018 und enthält alle 21 Strecken, 20 Fahrer und alle Teams. Außerdem enthält es 20 klassische Fahrzeuge.

## Liste der Strecken
Alle im Spiel enthaltenen Rennstrecken der Saison 2018:
| Land                         | Strecke                            |
| ---------------------------- | ---------------------------------- |
| Australien                   | Albert Park Circuit                |
| Bahrain                      | Bahrain International Circuit      |
| China                        | Shanghai International Circuit     |
| Aserbaidschan                | Baku City Circuit                  |
| Spanien                      | Circuit de Barcelona-Catalunya     |
| Monaco                       | Circuit de Monaco                  |
| Kanada                       | Circuit Gilles-Villeneuve          |
| Frankreich                   | Circuit Paul Ricard                |
| Österreich                   | Red Bull Ring                      |
| Großbritannien               | Silverstone Circuit                |
| Deutschland                  | Hockenheimring                     |
| Ungarn                       | Hungaroring                        |
| Belgien                      | Circuit de Spa-Francorchamps       |
| Italien                      | Autodromo Nazionale Monza          |
| Singapur                     | Marina Bay Street Circuit          |
| Russland                     | Sochi Autodrom                     |
| Japan                        | Suzuka International Racing Course |
| Vereinigte Staaten           | Circuit of the Americas            |
| Mexiko                       | Autódromo Hermanos Rodríguez       |
| Brasilien                    | Autódromo José Carlos Pace         |
| Vereinigte Arabische Emirate | Yas Marina Circuit                 |

## Liste der klassischen Fahrzeuge
Alle im Spiele enthaltenen „Classic Cars“:
| Jahr | Fahrzeug       | Jahr | Fahrzeug       |
| ---- | -------------- | ---- | -------------- |
| 1972 | Lotus 72       | 1996 | Williams FW18  |
| 1976 | Ferrari 312T2  | 1998 | McLaren MP4/13 |
| 1976 | McLaren M23    | 2002 | Ferrari F2002  |
| 1978 | Lotus 79       | 2003 | Williams FW25  |
| 1979 | Ferrari 312T4  | 2004 | Ferrari F2004  |
| 1982 | McLaren MP4/1B | 2006 | Renault R26    |
| 1988 | McLaren MP4/4  | 2007 | Ferrari F2007  |
| 1991 | McLaren MP4/6  | 2008 | McLaren MP4-23 |
| 1992 | Williams FW14  | 2009 | Brawn BGP 001  |
| 1995 | Ferrari 412T2  | 2010 | Red Bull RB6   |

## Moderne F1-Boliden
Die im Spiel verfügbaren Teams bzw. Wagen sind:
- Scuderia Ferrari (Ferrari SF71H)
- Mercedes AMG F1 Petronas Team (Mercedes-AMG F1 W09 EQ Power+)
- Red Bull Aston Martin F1-Team (Red Bull Racing RB14)
- Haas F1-Team (Haas VF-18)
- Sahara Force India F1-Team (Force India VJM11)
- McLaren F1-Team (McLaren MCL33)
- Toro Rosso F1-Team (Scuderia Toro Rosso STR13)
- Alfa Romeo Sauber F1-Team (Sauber C37)
- Williams Racing (Williams FW41)
- Renault Motorsport F1-Team (Renault R.S.18)

## Rezeption
Die Fachpresse bewertete F1 2018 größtenteils positiv. Die Online-Datenbank Metacritic ermittelte für die verschiedenen Fassungen des Spiels Metascores zwischen 82 und 84 von 100 möglichen Punkten.
Andreas Szedlak von PC Games bezeichnete die Interviews von F1 2018 als sinnvolle Neuerung, allerdings seien Fragen und Antworten zu phrasenmäßig, so dass der Reiz des neuen Features schnell abnehme. Darüber hinaus mangele es dem Spiel an wesentlichen Änderungen. Stattdessen seien viele Details verfeinert und die Grafik überarbeitet worden.

„Codemasters' Liebe zum Detail zeigt sich in F1 2018 an nahezu jeder Ecke. Wie die echten Teams mit ihren Wagen versuchen die Entwickler an jeder Stelle noch mehr herauszuholen, was ihnen in großen Teilen gelingt. Dass die im Vorfeld großspurig angekündigten Interviews am Ende so standardmäßig und langweilig ausfallen, ist die größte Enttäuschung in einem ansonsten gelungenen, umfangreichen Gesamtpaket.“

„F1 2018 spielt sich im Grunde wie sein Vorgänger. Das habe ich erwartet, aber nicht befürchtet, schließlich hatten wir F1 2017 in unserem Test zum bislang besten Teil der Reihe erklärt. F1 2018 hat sich diesen besten Teil nun genommen, ihn mit kleinen Details noch besser gemacht und mir damit alles gegeben, was ich an der Formel-1-Reihe mag. Freikonfigurierbare Rennen, hübsche Strecken und Rennwagen und alle aktuellen Regeln. Und ich freue mich schon auf die fast schon zur Tradition gewordene Online-Meisterschaft mit meinen Freunden.“